# Slezský parlament

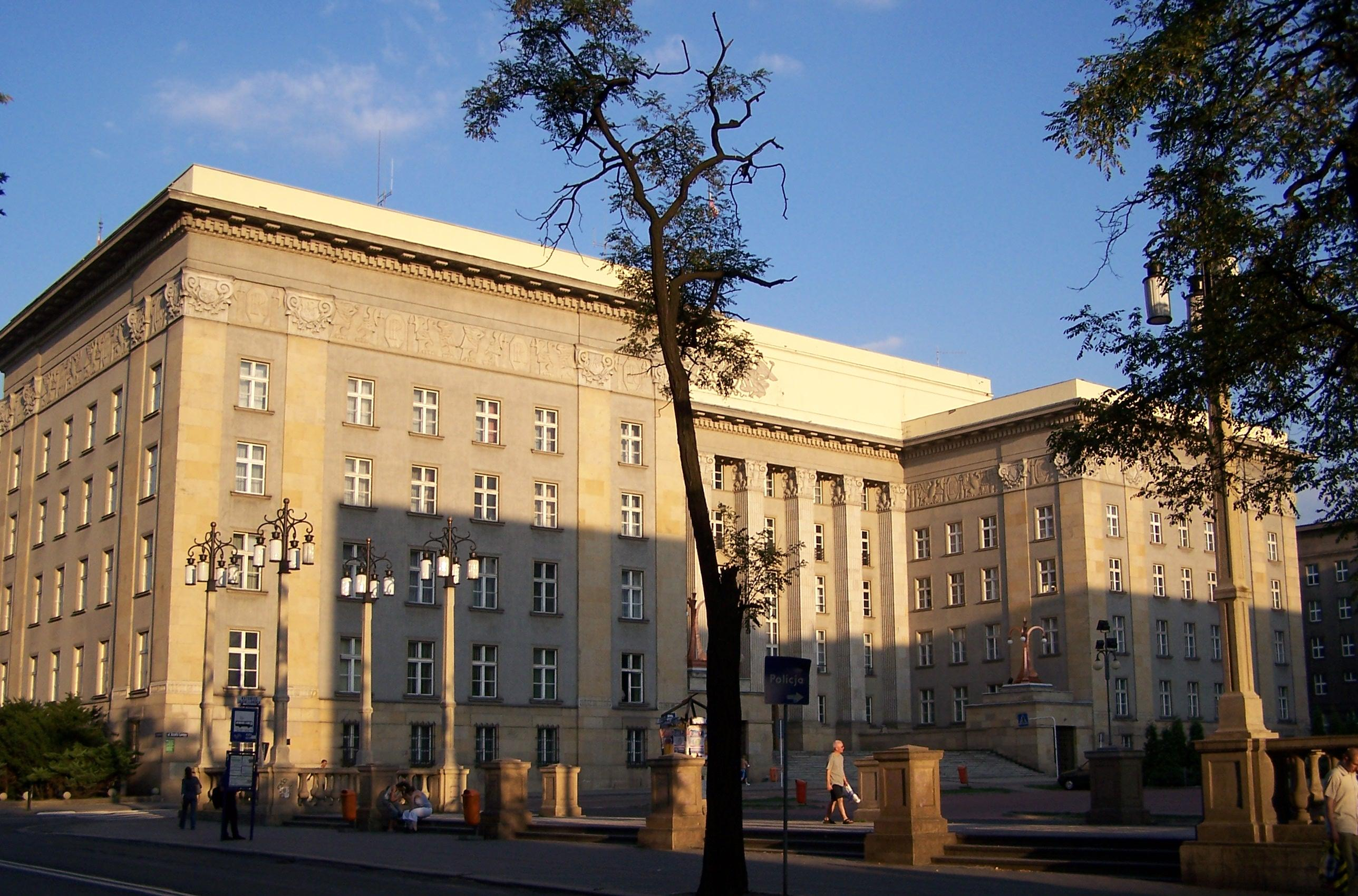
Budova Slezského parlamentu

Slezský parlament nebo Slezský sejm (polsky: Sejm Śląski) byl legislativní orgán autonomního Slezského vojvodství ve druhé polské republice mezi léty 1920 až 1939. Slezský parlament sídlil v Katovicích a skládal se ze 48 zástupců.
První volby se konaly 24. září 1922 a parlament se poprvé sešel 10. října téhož roku. 70 % hlasů získaly polské kandidátky (z toho nejvíce – třetinu – Národní blok), 26,8 % kandidátky německé. Nejsilnější klub postavila polská křesťanská demokracie, následovaly kluby německých spojených stran a polských socialistů.
Katovický region se stal součástí druhé polské republiky v roce 1918, ale až do roku 1921 se vedly spory o hranice mezi Polskem, Německem a Československem. V roce 1921 rozhodla většina obyvatel v referendu o setrvání Katovic v Německu, přesto byly Katovice přičleněny k Polsku s autonomním statutem a vlastní vládou.